# Prêmio Contigo! de TV de melhor novela
O Prêmio Contigo de TV! de melhor novela é um dos prêmios oferecidos durante a realização do Prêmio Contigo! de TV, destinado a melhor produção de novelas da televisão brasileira.

## Recordes
- Autor(a) com mais indicações (sem nunca ter vencido): Elizabeth Jhin e Tiago Santiago (4), Antonio Calmon e Walther Negrão (3), Rosane Svartman, Paulo Halm, Paula Richard e Emanuel Jacobina (2).
- Autor(a) que ganhou em um período curto: Manoel Carlos por Mulheres Apaixonadas (2004) e Páginas da Vida (2007), 3 anos de diferença.
- Autor(a) que ganhou em um período longo: Glória Perez por O Clone (2002) e A Força do Querer (2017), 15 anos de diferença.
- Autor(a) mais jovem a ganhar: Thelma Guedes com 50 anos por Cordel Encantado (2012).
- Autor(a) mais velho(a) a ganhar: Manoel Carlos com 74 anos por Páginas da Vida (2007).

## Vencedores e indicados

### Década de 1990
| Ano  | Novela           | Autoria              | Emissora | Ref.  |
| ---- | ---------------- | -------------------- | -------- | ----- |
| 1996 | A Próxima Vítima | Silvio de Abreu      | TV Globo | [ 1 ] |
| 1997 | O Rei do Gado    | Benedito Ruy Barbosa | TV Globo | [ 2 ] |
| 1998 | Por Amor         | Manoel Carlos        | TV Globo | [ 3 ] |

### Década de 2000
| Ano  | Novela                             | Autoria                                | Emissora          | Ref.   |
| ---- | ---------------------------------- | -------------------------------------- | ----------------- | ------ |
| 2002 | O Clone                            | Glória Perez                           | TV Globo          | [ 4 ]  |
| 2002 | A Padroeira                        | Walcyr Carrasco                        | TV Globo          | [ 4 ]  |
| 2002 | Porto dos Milagres                 | Aguinaldo Silva                        | TV Globo          | [ 4 ]  |
| 2003 | Esperança                          | Benedito Ruy Barbosa                   | TV Globo          | [ 5 ]  |
| 2003 | Coração de Estudante               | Emanuel Jacobina                       | TV Globo          | [ 5 ]  |
| 2003 | O Beijo do Vampiro                 | Antonio Calmon                         | TV Globo          | [ 5 ]  |
| 2004 | Mulheres Apaixonadas               | Manoel Carlos                          | TV Globo          | [ 6 ]  |
| 2004 | A Casa das Sete Mulheres           | Maria Adelaide Amaral e Walther Negrão | TV Globo          | [ 6 ]  |
| 2004 | Canavial de Paixões                | Henrique Zambelli e Simoni Boer        | SBT               | [ 6 ]  |
| 2004 | Celebridade                        | Gilberto Braga                         | TV Globo          | [ 6 ]  |
| 2004 | Chocolate com Pimenta              | Walcyr Carrasco                        | TV Globo          | [ 6 ]  |
| 2004 | Kubanacan                          | Carlos Lombardi                        | TV Globo          | [ 6 ]  |
| 2005 | Senhora do Destino                 | Aguinaldo Silva                        | TV Globo          | [ 7 ]  |
| 2005 | Cabocla                            | Benedito Ruy Barbosa                   | TV Globo          | [ 7 ]  |
| 2005 | Começar de Novo                    | Antônio Calmon e Elizabeth Jhin        | TV Globo          | [ 7 ]  |
| 2005 | Da Cor do Pecado                   | João Emanuel Carneiro                  | TV Globo          | [ 7 ]  |
| 2005 | A Escrava Isaura                   | Tiago Santiago                         | RecordTV          | [ 7 ]  |
| 2005 | Um Só Coração                      | Maria Adelaide Amaral                  | TV Globo          | [ 7 ]  |
| 2006 | Belíssima                          | Silvio de Abreu                        | TV Globo          | [ 8 ]  |
| 2006 | Alma Gêmea                         | Walcyr Carrasco                        | TV Globo          | [ 8 ]  |
| 2006 | América                            | Glória Perez                           | TV Globo          | [ 8 ]  |
| 2006 | Bang Bang                          | Mário Prata e Carlos Lombardi          | TV Globo          | [ 8 ]  |
| 2006 | Floribella                         | Patrícia Moretzsohn                    | Rede Bandeirantes | [ 8 ]  |
| 2006 | Prova de Amor                      | Tiago Santiago                         | RecordTV          | [ 8 ]  |
| 2007 | Páginas da Vida                    | Manoel Carlos                          | TV Globo          | [ 9 ]  |
| 2007 | Cobras & Lagartos                  | João Emanuel Carneiro                  | TV Globo          | [ 9 ]  |
| 2007 | JK                                 | Maria Adelaide Amaral                  | TV Globo          | [ 9 ]  |
| 2007 | O Profeta                          | Thelma Guedes e Duca Rachid            | TV Globo          | [ 9 ]  |
| 2007 | Pé na Jaca                         | Carlos Lombardi                        | TV Globo          | [ 9 ]  |
| 2007 | Vidas Opostas                      | Marcílio Moraes                        | RecordTV          | [ 9 ]  |
| 2008 | Paraíso Tropical                   | Gilberto Braga e Ricardo Linhares      | TV Globo          | [ 10 ] |
| 2008 | Amazônia, de Galvez a Chico Mendes | Glória Perez                           | TV Globo          | [ 10 ] |
| 2008 | Caminhos do Coração                | Tiago Santiago                         | RecordTV          | [ 10 ] |
| 2008 | Desejo Proibido                    | Walter Negrão                          | TV Globo          | [ 10 ] |
| 2008 | Duas Caras                         | Aguinaldo Silva                        | TV Globo          | [ 10 ] |
| 2008 | Sete Pecados                       | Walcyr Carrasco                        | TV Globo          | [ 10 ] |
| 2009 | A Favorita                         | João Emanuel Carneiro                  | TV Globo          | [ 11 ] |
| 2009 | Chamas da Vida                     | Cristianne Fridman                     | RecordTV          | [ 11 ] |
| 2009 | Negócio da China                   | Miguel Falabella                       | TV Globo          | [ 11 ] |
| 2009 | Os Mutantes: Caminhos do Coração   | Tiago Santiago                         | RecordTV          | [ 11 ] |
| 2009 | Revelação                          | Íris Abravanel                         | SBT               | [ 11 ] |
| 2009 | Três Irmãs                         | Antônio Calmon                         | TV Globo          | [ 11 ] |

### Década de 2010
| Ano  | Novela                     | Autoria                                 | Emissora             | Ref.                 |
| ---- | -------------------------- | --------------------------------------- | -------------------- | -------------------- |
| 2010 | Caminho das Índias         | Gloria Perez                            | TV Globo             | [ 12 ]               |
| 2010 | Cama de Gato               | Thelma Guedes e Duca Rachid             | TV Globo             | [ 12 ]               |
| 2010 | Caras & Bocas              | Walcyr Carrasco                         | TV Globo             | [ 12 ]               |
| 2010 | Malhação ID                | Ricardo Hofstetter                      | TV Globo             | [ 12 ]               |
| 2010 | Paraíso                    | Edmara Barbosa                          | TV Globo             | [ 12 ]               |
| 2010 | Viver a Vida               | Manoel Carlos                           | TV Globo             | [ 12 ]               |
| 2011 | Ti Ti Ti                   | Maria Adelaide Amaral                   | TV Globo             | [ 13 ]               |
| 2011 | Araguaia                   | Walter Negrão                           | TV Globo             | [ 13 ]               |
| 2011 | Escrito nas Estrelas       | Elizabeth Jhin                          | TV Globo             | [ 13 ]               |
| 2011 | Passione                   | Silvio de Abreu                         | TV Globo             | [ 13 ]               |
| 2011 | Malhação                   | Emanuel Jacobina                        | TV Globo             | [ 13 ]               |
| 2011 | Ribeirão do Tempo          | Marcílio Moraes                         | RecordTV             | [ 13 ]               |
| 2012 | Cordel Encantado           | Thelma Guedes e Duca Rachid             | TV Globo             |                      |
| 2012 | A Vida da Gente            | Lícia Manzo                             | TV Globo             |                      |
| 2012 | Fina Estampa               | Aguinaldo Silva                         | TV Globo             |                      |
| 2012 | Insensato Coração          | Gilberto Braga e Ricardo Linhares       | TV Globo             |                      |
| 2012 | Vidas em Jogo              | Cristianne Fridman                      | RecordTV             |                      |
| 2012 | O Astro                    | Alcides Nogueira e Geraldo Carneiro     | TV Globo             |                      |
| 2013 | Avenida Brasil             | João Emanuel Carneiro                   | TV Globo             | [ 14 ] [ 15 ]        |
| 2013 | Amor Eterno Amor           | Elizabeth Jhin                          | TV Globo             | [ 14 ] [ 15 ]        |
| 2013 | Carrossel                  | Íris Abravanel                          | SBT                  | [ 14 ] [ 15 ]        |
| 2013 | Cheias de Charme           | Filipe Miguez e Izabel de Oliveira      | TV Globo             | [ 14 ] [ 15 ]        |
| 2013 | Lado a Lado                | Claudia Lage e João Ximenes Braga       | TV Globo             | [ 14 ] [ 15 ]        |
| 2013 | Salve Jorge                | Glória Perez                            | TV Globo             | [ 14 ] [ 15 ]        |
| 2014 | Amor à Vida                | Walcyr Carrasco                         | TV Globo             |                      |
| 2014 | Chiquititas                | Íris Abravanel                          | SBT                  |                      |
| 2014 | Dona Xepa                  | Gustavo Reiz                            | RecordTV             |                      |
| 2014 | Em Família                 | Manoel Carlos                           | TV Globo             |                      |
| 2014 | Joia Rara                  | Thelma Guedes e Duca Rachid             | TV Globo             |                      |
| 2014 | Sangue Bom                 | Maria Adelaide Amaral e Vincent Villari | TV Globo             |                      |
| 2015 | Império                    | Aguinaldo Silva                         | TV Globo             | [ 16 ]               |
| 2015 | Alto Astral                | Daniel Ortiz                            | TV Globo             | [ 16 ]               |
| 2015 | Boogie Oogie               | Rui Vilhena                             | TV Globo             | [ 16 ]               |
| 2015 | Malhação Sonhos            | Paulo Halm e Rosane Svartman            | TV Globo             | [ 16 ]               |
| 2015 | O Rebu                     | George Moura e Sérgio Gardemberg        | TV Globo             | [ 16 ]               |
| 2015 | Vitória                    | Cristianne Fridman                      | RecordTV             | [ 16 ]               |
| 2016 | Não houve premiação.       | Não houve premiação.                    | Não houve premiação. | Não houve premiação. |
| 2017 | A Força do Querer          | Glória Perez                            | TV Globo             | [ 17 ]               |
| 2017 | Novo Mundo                 | Thereza Falcão e Alessandro Marson      | TV Globo             | [ 17 ]               |
| 2017 | Rock Story                 | Maria Helena Nascimento                 | TV Globo             | [ 17 ]               |
| 2017 | O Rico e Lázaro            | Paula Richard                           | RecordTV             | [ 17 ]               |
| 2017 | Carinha de Anjo            | Leonor Corrêa                           | SBT                  | [ 17 ]               |
| 2017 | Malhação: Viva a Diferença | Cao Hamburger                           | TV Globo             | [ 17 ]               |
| 2018 | As Aventuras de Poliana    | Íris Abravanel                          | SBT                  | [ 18 ]               |
| 2018 | Deus Salve o Rei           | Daniel Adjafre                          | TV Globo             | [ 18 ]               |
| 2018 | O Outro Lado do Paraíso    | Walcyr Carrasco                         | TV Globo             | [ 18 ]               |
| 2018 | Jesus                      | Paula Richard                           | RecordTV             | [ 18 ]               |
| 2018 | Orgulho e Paixão           | Marcos Bernstein                        | TV Globo             | [ 18 ]               |
| 2018 | Segundo Sol                | João Emanuel Carneiro                   | TV Globo             | [ 18 ]               |
| 2019 | A Dona do Pedaço           | Walcyr Carrasco                         | TV Globo             | [ 19 ]               |
| 2019 | Bom Sucesso                | Rosane Svartman e Paulo Halm            | TV Globo             | [ 19 ]               |
| 2019 | Espelho da Vida            | Elizabeth Jhin                          | TV Globo             | [ 19 ]               |
| 2019 | Órfãos da Terra            | Duca Rachid e Thelma Guedes             | TV Globo             | [ 19 ]               |
| 2019 | Topíssima                  | Cristianne Fridman                      | RecordTV             | [ 19 ]               |

### Década de 2020
| Ano  | Novela                  | Autoria                                                | Emissora | Ref.                 |
| ---- | ----------------------- | ------------------------------------------------------ | -------- | -------------------- |
| 2020 | Amor sem Igual          | Cristianne Fridman                                     | RecordTV | [ 20 ]               |
| 2020 | Amor de Mãe             | Manuela Dias                                           | TV Globo | [ 20 ]               |
| 2020 | As Aventuras de Poliana | Íris Abravanel                                         | SBT      | [ 20 ]               |
| 2020 | Éramos Seis             | Ângela Chaves                                          | TV Globo | [ 20 ]               |
| 2020 | Salve-se Quem Puder     | Daniel Ortiz                                           | TV Globo | [ 20 ]               |
| 2021 | Gênesis                 | Camilo Pellegrini, Raphaela Castro e Stephanie Ribeiro | RecordTV | [ 21 ] [ 22 ]        |
| 2021 | Amor de Mãe             | Manuela Dias                                           | TV Globo | [ 21 ] [ 22 ]        |
| 2021 | As Aventuras de Poliana | Íris Abravanel                                         | SBT      | [ 21 ] [ 22 ]        |
| 2021 | Nos Tempos do Imperador | Thereza Falcão e Alessandro Marson                     | TV Globo | [ 21 ] [ 22 ]        |
| 2021 | Salve-se Quem Puder     | Daniel Ortiz                                           | TV Globo | [ 21 ] [ 22 ]        |
| 2022 | Poliana Moça            | Íris Abravanel                                         | SBT      | [ 23 ] [ 24 ] [ 25 ] |
| 2022 | Além da Ilusão          | Alessandra Poggi                                       | TV Globo | [ 23 ] [ 24 ] [ 25 ] |
| 2022 | Pantanal                | Bruno Luperi                                           | TV Globo | [ 23 ] [ 24 ] [ 25 ] |
| 2022 | Reis                    | Raphaela Castro e Cristiane Cardoso                    | RecordTV | [ 23 ] [ 24 ] [ 25 ] |
| 2022 | Um Lugar ao Sol         | Lícia Manzo                                            | TV Globo | [ 23 ] [ 24 ] [ 25 ] |

## Autores com múltiplas vitórias
| 3 vitórias - Glória Perez - Manoel Carlos | 2 vitórias - Walcyr Carrasco - Aguinaldo Silva - João Emanuel Carneiro - Benedito Ruy Barbosa - Silvio de Abreu - Íris Abravanel |

## Autores com múltiplas indicações
| 8 indicações - Walcyr Carrasco 6 indicações - Glória Perez - Íris Abravanel | 5 indicações - Aguinaldo Silva - Cristianne Fridman - Duca Rachid - Thelma Guedes - João Emanuel Carneir - Manoel Carlos - Maria Adelaide Amaral | 4 indicações - Elizabeth Jhin - Gilberto Braga - Tiago Santiago 3 indicações - Antonio Calmon - Benedito Ruy Barbosa - Silvio de Abreu - Walther Negrão |

## Emissoras com múltiplas vitórias
| 19 vitórias - TV Globo | 2 vitórias - RecordTV - SBT |

## Emissoras com múltiplas indicações
| 88 indicações - TV Globo | 15 indicações - RecordTV | 9 indicações - SBT |